# Rafiatu Folashade Lawal
Pour les articles homonymes, voir Folashade et Lawal.
Rafiatu Folashade Lawal, née le 12 novembre 1996, est une haltérophile nigériane.

## Carrière
Rafiatu Folashade Lawal est triple médaillée d'or dans la catégorie des moins de 59 kg aux Jeux africains de 2019 ainsi qu'aux championnats d'Afrique 2021 à Nairobi.
Elle est médaillée d'or aux Jeux du Commonwealth de 2022 à Gold Coast.
Elle est triple médaillée d'or dans la catégorie des moins de 59 kg aux Championnats d'Afrique 2023 à Tunis ainsi qu'aux Championnats d'Afrique 2024 à Ismaïlia, aux Jeux africains de 2023 à Accra ainsi qu'aux Championnats d'Afrique d'haltérophilie 2025 à Moka.